# Regimul de vize pentru cetățenii americani
Conform cu "Henley visa Restrictions Index 2014", cetățenii americani pot călători în 172 de țări fără viză prealabilă sau cu viză la sosire. [nefuncțională]

## Africa
| Țări și teritorii   | Condiții de acces |
| ------------------- | --- |
| Botswana            | 90 zile Arhivat în 17 decembrie 2019, la Wayback Machine.                                                                                             |
| Comoros             | viza eliberată la sosire |
| Djibouti            | viza eliberată la sosire pentru 1 lună pentru 10,000 DJF Arhivat în 17 decembrie 2019, la Wayback Machine.                                            |
| Egipt               | viza eliberată la sosire pentru 30 zile pentru 15$ Arhivat în 5 decembrie 2009, la Wayback Machine. Arhivat în 17 decembrie 2019, la Wayback Machine. |
| Guineea Ecuatorială | 90 zile Arhivat în 27 iunie 2010, la Wayback Machine. Arhivat în 17 decembrie 2019, la Wayback Machine.                                               |
| Etiopia             | viza eliberată la sosire pentru 3 luni pentru 30 $ Arhivat în 17 decembrie 2019, la Wayback Machine.                                                  |
| Kenya               | viza eliberată la sosire pentru 90 zile pentru 50$ [nefuncțională]                                                                                    |
| Lesotho             | 14 zile Arhivat în 1 ianuarie 2015, la Wayback Machine. Arhivat în 17 decembrie 2019, la Wayback Machine.                                             |
| Madagascar          | viza eliberată la sosire pentru 90 zile pentru 140,000 MGA [nefuncțională]                                                                            |
| Malawi              | 90 zile Arhivat în 17 decembrie 2019, la Wayback Machine.                                                                                             |
| Mauritius           | 180 zile pe an (turist), 90 zile pe an (afacere) Arhivat în 14 februarie 2014, la Wayback Machine. Arhivat în 17 decembrie 2019, la Wayback Machine.  |
| Mayotte             | 90 zile Arhivat în 9 ianuarie 2015, la Wayback Machine.                                                                                               |
| Maroc               | 90 zile Arhivat în 17 decembrie 2019, la Wayback Machine.                                                                                             |
| Mozambic            | viza eliberată la sosire pentru 30 zile pentru 25$ Arhivat în 17 decembrie 2019, la Wayback Machine.                                                  |
| Namibia             | 90 zile |
| Réunion             | 90 zile Arhivat în 9 ianuarie 2015, la Wayback Machine.                                                                                               |
| Rwanda              | 90 zile Arhivat în 8 iunie 2009, la Wayback Machine.                                                                                                  |
| Sfânta Elena        | 90 zile Arhivat în 24 februarie 2013, la Wayback Machine.                                                                                             |
| Senegal             | 90 zile [nefuncțională] |
| Seychelles          | 30 zile Arhivat în 29 septembrie 2007, la Wayback Machine.                                                                                            |
| Africa de Sud       | 90 zile Arhivat în 25 septembrie 2010, la Wayback Machine.                                                                                            |
| Swaziland           | 30 zile Arhivat în 17 decembrie 2019, la Wayback Machine.                                                                                             |
| Tanzania            | viza eliberată la sosire pentru 100$ Arhivat în 1 aprilie 2011, la Wayback Machine. Arhivat în 2 ianuarie 2020, la Wayback Machine.                   |
| Togo                | viza eliberată la sosire pentru 30 zile pentru XOF10,000 ~ XOF35,000 Arhivat în 2 ianuarie 2020, la Wayback Machine.                                  |
| Tunisia             | 120 zile Arhivat în 17 decembrie 2019, la Wayback Machine.                                                                                            |
| Uganda              | viza eliberată la sosire pentru 3 luni pentru 50$ Arhivat în 17 decembrie 2019, la Wayback Machine.                                                   |
| Zambia              | viza eliberată la sosire pentru 135$ (mai multe intrări)[nefuncțională]                                                                               |
| Zimbabwe            | viza eliberată la sosire pentru 90 zile pentru 30 ~ 55$ Arhivat în 2 ianuarie 2020, la Wayback Machine.                                               |

## Asia
| Țări și teritorii     | Condiții de acces |
| --------------------- | --- |
| Armenia               | viză pe 21 sau 120 de zile eliberată la sosire pentru 3,000/15,000 AMD Arhivat în 14 aprilie 2012, la Wayback Machine.                                                          |
| Azerbaijan            | viză eliberată la sosire pentru 30 de zile pentru US$131 Arhivat în 17 decembrie 2019, la Wayback Machine.                                                                      |
| Bahrain               | viză eliberată la sosire pentru 14 zile pentru BHD5 Arhivat în 29 august 2014, la Wayback Machine. Arhivat în 17 decembrie 2019, la Wayback Machine.                            |
| Bangladesh            | viză eliberată la sosire pentru 90 de zile pentru $50 Arhivat în 17 decembrie 2019, la Wayback Machine.                                                                         |
| Brunei Darussalam     | 90 zile Arhivat în 17 decembrie 2019, la Wayback Machine. |
| Burma                 | viză eliberată la sosire pentru 28 de zile pentru 30$ [nefuncțională] |
| Cambodgia             | viză eliberată la sosire pentru 30 de zile pentru 20$ (turist), 25$ (afacerist)                                                                                                 |
| China                 | Este necesar să aplici pentru viză din timp |
| Georgia               | 360 zile Arhivat în 13 ianuarie 2015, la Wayback Machine. |
| Hong Kong             | 90 zile |
| Indonesia             | viză eliberată la sosire pentru 30 de zile pentru 25$ Arhivat în 2 aprilie 2014, la Wayback Machine.                                                                            |
| Iran                  | Este necesar să aplici pentru viză, cu excepția insulei Kish pentru care se poate lua o viză pentru 14 zile Arhivat în 17 decembrie 2019, la Wayback Machine.                   |
| Iran                  | Nu este necesară viza pentru Kurdistanul Irakian, este necesară viza în prealabil pentru a călători în alte zone. Arhivat în 17 decembrie 2019, la Wayback Machine.             |
| Israel                | 90 zile |
| Japonia               | 90 zile (VWP) |
| Iordania              | viză eliberată la sosire pentru 10 JOD Arhivat în 2 ianuarie 2020, la Wayback Machine.                                                                                          |
| Coreea de Sud         | 90 zile Arhivat în 2 ianuarie 2014, la Wayback Machine. Arhivat în 17 decembrie 2019, la Wayback Machine.                                                                       |
| Kuweit                | viză eliberată la sosire pentru 90 de zile pentru 3 KWD Arhivat în 8 iunie 2017, la Wayback Machine. Arhivat în 17 decembrie 2019, la Wayback Machine.                          |
| Kirghizstan           | viză eliberată la sosire pentru 30 de zile la aterizarea pe Aeroportul Internațional din Manas, $35-70 (una/mai multe intrări) Arhivat în 2 noiembrie 2020, la Wayback Machine. |
| Laos                  | viză eliberată la sosire pentru 30 de zile pentru 30$ Arhivat în 17 decembrie 2019, la Wayback Machine.                                                                         |
| Liban                 | 30 zile Arhivat în 3 octombrie 2015, la Wayback Machine. Arhivat în 17 decembrie 2019, la Wayback Machine.                                                                      |
| Macau                 | 30 zile |
| Malaezia              | 90 zile Arhivat în 7 martie 2012, la Wayback Machine. |
| Maldive               | 30 zile Arhivat în 26 iulie 2017, la Wayback Machine. |
| Mongolia              | 90 zile Arhivat în 12 martie 2010, la Wayback Machine. |
| Nepal                 | viză eliberată la sosire pentru 30 de zile pentru 40$ Arhivat în 12 martie 2020, la Wayback Machine.                                                                            |
| Oman                  | viză eliberată la sosire pentru 30 de zile pentru 6 OMR [nefuncțională] |
| Filipine              | 21 zile Arhivat în 8 noiembrie 2012, la Wayback Machine. |
| Qatar                 | viză eliberată la sosire pentru 30 de zile pentru 100 QAR Arhivat în 17 decembrie 2019, la Wayback Machine.                                                                     |
| Singapore             | 90 zile Arhivat în 16 octombrie 2015, la Wayback Machine. |
| Sri Lanka             | 30 zile Arhivat în 23 decembrie 2010, la Wayback Machine. |
| Taiwan                | 30 zile Arhivat în 1 aprilie 2013, la Wayback Machine. |
| Thailand              | 30 zile Arhivat în 17 decembrie 2019, la Wayback Machine. |
| Timor-Leste           | viză eliberată la sosire pentru 30 de zile pentru 30$ |
| Emiratele Arabe Unite | 30 zile Arhivat în 31 decembrie 2014, la Wayback Machine. |
| Vietnam               | este necesar să aplici pentru viză în avans Arhivat în 20 iunie 2013, la Wayback Machine.                                                                                       |

## Europa
| Țări și teritorii       | Condiții de acces |
| ----------------------- | --- |
| Zona Schengen           | 90 zile într-o perioadă de 180 zile |
| Uniunea Europeană       | mare parte din Spațiul Schengen (vezi mai jos pentru altele)                                                                                 |
| Islanda                 | parte din Spațiul Schengen |
| Monaco                  | parte din Spațiul Schengen (tratat de frontieră cu Franța)                                                                                   |
| Norvegia                | parte din Spațiul Schengen |
| San Marino              | parte din Spațiul Schengen (tratat de frontieră cu Italia)                                                                                   |
| Elveția                 | parte din Spațiul Schengen |
| Vatican                 | parte din Spațiul Schengen (tratat de frontieră cu Italia)                                                                                   |
| Alte zone din UE și SEE | |
| Bulgaria                | 90 zile Arhivat în 5 martie 2017, la Wayback Machine.                                                                                        |
| Cipru                   | 90 zile Arhivat în 11 mai 2011, la Wayback Machine.                                                                                          |
| Gibraltar               | 6 luni Arhivat în 17 decembrie 2019, la Wayback Machine.                                                                                     |
| Irlanda                 | 90 zile Arhivat în 1 octombrie 2013, la Wayback Machine.                                                                                     |
| Liechtenstein           | 90 zile Arhivat în 9 aprilie 2011, la Wayback Machine.                                                                                       |
| România                 | 90 zile într-o perioadă de 180 de zile |
| Marea Britanie          | 6 luni sau 3 luni dacă vii direct din Irlanda Arhivat în 4 noiembrie 2007, la UK Government Web Archive                                      |
| Non-UE                  | |
| Albania                 | 90 zile Arhivat în 23 octombrie 2011, la Wayback Machine. Arhivat în 2 ianuarie 2020, la Wayback Machine.                                    |
| Andorra                 | nu este necesară nicio viză, trebuie să aveți permisiunea de a reintra în Spațiul Schengen Arhivat în 17 decembrie 2019, la Wayback Machine. |
| Belarus                 | trebuie luată viza înainte |
| Bosnia și Herțegovina   | 90 zile Arhivat în 6 septembrie 2012, la Wayback Machine. Arhivat în 17 decembrie 2019, la Wayback Machine.                                  |
| Croația                 | 90 zile Arhivat în 17 decembrie 2011, la Wayback Machine. Arhivat în 17 decembrie 2019, la Wayback Machine.                                  |
| Insulele Feroe          | 90 zile (la fel ca Schengen) Arhivat în 3 martie 2012, la Wayback Machine.                                                                   |
| Guernsey                | 6 luni (la fel ca Regatul Unit) |
| Insula Man              | 6 luni (la fel ca Regatul Unit) Arhivat în 2 octombrie 2012, la Wayback Machine.                                                             |
| Jersey                  | 6 luni (la fel ca Regatul Unit) Arhivat în 30 martie 2010, la Wayback Machine.                                                               |
| Kosovo                  | 90 zile |
| Macedonia               | 90 zile Arhivat în 5 martie 2016, la Wayback Machine.                                                                                        |
| Moldova                 | 90 zile Arhivat în 17 decembrie 2019, la Wayback Machine.                                                                                    |
| Muntenegru              | 90 zile |
| Federația Rusă          | trebuie luată viza înainte |
| Serbia                  | 90 zile Arhivat în 13 septembrie 2017, la Wayback Machine. Arhivat în 2 ianuarie 2020, la Wayback Machine.                                   |
| Turcia                  | 90 zile la sosire pentru 20$, 15€ Arhivat în 2 ianuarie 2020, la Wayback Machine.                                                            |
| Ucraina                 | 90 zile Arhivat în 17 decembrie 2019, la Wayback Machine.                                                                                    |

## America de Nord
| Țări și teritorii                                | Condiții de acces                                                                                                 |
| ------------------------------------------------ | --- |
| Anguilla                                         | 90 zile Arhivat în 28 iunie 2008, la Wayback Machine. Arhivat în 17 decembrie 2019, la Wayback Machine.           |
| Antigua și Barbuda                               | 30 zile Arhivat în 13 februarie 2010, la Wayback Machine. Arhivat în 17 decembrie 2019, la Wayback Machine.       |
| Aruba                                            | 90 zile Arhivat în 27 iunie 2008, la Wayback Machine.                                                             |
| Bahamas                                          | 240 zile Arhivat în 8 februarie 2013, la Wayback Machine. Arhivat în 17 decembrie 2019, la Wayback Machine.       |
| Barbados                                         | 180 zile Arhivat în 8 august 2007, la Wayback Machine. Arhivat în 17 decembrie 2019, la Wayback Machine.          |
| Belize                                           | 30 zile Arhivat în 2 ianuarie 2020, la Wayback Machine.                                                           |
| Bermuda                                          | 180 zile Arhivat în 17 decembrie 2019, la Wayback Machine.                                                        |
| IVB                                              | 30 zile |
| Canada                                           | 180 zile Arhivat în 17 decembrie 2019, la Wayback Machine.                                                        |
| Insulele Cayman                                  | 30 zile Arhivat în 10 ianuarie 2017, la Wayback Machine. Arhivat în 17 decembrie 2019, la Wayback Machine.        |
| Costa Rica                                       | 90 zile Arhivat în 18 februarie 2010, la Wayback Machine.                                                         |
| Dominica                                         | 180 zile [nefuncțională]                                                                                          |
| Republica Dominicană                             | 30 zile pentru 10$ Arhivat în 8 iulie 2006, la Wayback Machine. Arhivat în 17 decembrie 2019, la Wayback Machine. |
| El Salvador                                      | 90 zile pentru 10$ Arhivat în 2 ianuarie 2020, la Wayback Machine.                                                |
| Insulele Falkland                                | 4 săptămâni |
| Groenlanda                                       | 90 zile (same as Schengen) Arhivat în 7 februarie 2009, la Wayback Machine.                                       |
| Grenada                                          | 90 zile Arhivat în 30 octombrie 2006, la Archive.is Arhivat în 2 ianuarie 2020, la Wayback Machine.               |
| Guadelupa                                        | 90 zile Arhivat în 9 ianuarie 2015, la Wayback Machine.                                                           |
| Guatemala                                        | 90 zile Arhivat în 17 decembrie 2019, la Wayback Machine.                                                         |
| Haiti                                            | 90 zile Arhivat în 17 decembrie 2019, la Wayback Machine.                                                         |
| Honduras                                         | 90 zile Arhivat în 17 decembrie 2019, la Wayback Machine.                                                         |
| Jamaica                                          | 30 zile Arhivat în 27 iulie 2017, la Wayback Machine. Arhivat în 17 decembrie 2019, la Wayback Machine.           |
| Martinica                                        | 90 zile Arhivat în 9 ianuarie 2015, la Wayback Machine.                                                           |
| Mexic                                            | 180 zile Arhivat în 31 martie 2012, la Wayback Machine. Arhivat în 17 decembrie 2019, la Wayback Machine.         |
| Montserrat                                       | 90 zile Arhivat în 17 decembrie 2019, la Wayback Machine.                                                         |
| Antilele Olandeze                                | 90 zile Arhivat în 6 mai 2010, la Wayback Machine.                                                                |
| Nicaragua                                        | 90 zile ca turist pentru 5$                                                                                       |
| Panama                                           | 30 zile ca turist. [nefuncțională] Arhivat în 29 decembrie 2009, la Wayback Machine.                              |
| Saint Barthélemy                                 | 90 zile Arhivat în 9 ianuarie 2015, la Wayback Machine.                                                           |
| Sfântul Cristofor și Nevis                       | 3 luni Arhivat în 13 martie 2016, la Wayback Machine.                                                             |
| Sfânta Lucia                                     | 6 săptămâni Arhivat în 2 ianuarie 2020, la Wayback Machine.                                                       |
| Saint Martin                                     | 90 zile Arhivat în 9 ianuarie 2015, la Wayback Machine. Arhivat în 17 decembrie 2019, la Wayback Machine.         |
| Saint Pierre și Miquelon                         | 90 zile Arhivat în 9 ianuarie 2015, la Wayback Machine.                                                           |
| Format:Country data Saint Vincent și Grenadinele | 30 zile Arhivat în 7 august 2016, la Wayback Machine. Arhivat în 17 decembrie 2019, la Wayback Machine.           |
| Trinidad și Tobago                               | 90 zile |
| Insulele Turks și Caicos                         | 30 zile Arhivat în 21 iunie 2013, la Wayback Machine.                                                             |

## Oceania
| Țări și teritorii                | Condiții de acces                                                                                           |
| -------------------------------- | --- |
| Australia                        | viză ETA necesară de dinainte Arhivat în 7 octombrie 2013, la Wayback Machine.                              |
| Insulele Cook                    | 31 zile |
| Fiji                             | 120 zile Arhivat în 10 decembrie 2014, la Wayback Machine. Arhivat în 2 ianuarie 2020, la Wayback Machine.  |
| Kiribati                         | 28 zile Arhivat în 26 mai 2010, la Wayback Machine.                                                         |
| Insulele Marshall                | access fără viză Arhivat în 24 ianuarie 2010, la Wayback Machine.                                           |
| Statele Federate ale Microneziei | access fără viză Arhivat în 19 februarie 2012, la Wayback Machine.                                          |
| Noua Caledonie                   | 90 zile Arhivat în 9 ianuarie 2015, la Wayback Machine.                                                     |
| Noua Zeelandă                    | 90 zile Arhivat în 4 martie 2016, la Wayback Machine.                                                       |
| Niue                             | 30 zile Arhivat în 17 decembrie 2019, la Wayback Machine.                                                   |
| Norfolk Island                   | la fel ca Australia Arhivat în 19 iunie 2015, la Wayback Machine.                                           |
| Palau                            | 365 zile Arhivat în 4 august 2016, la Wayback Machine. Arhivat în 17 decembrie 2019, la Wayback Machine.    |
| Papua Noua Guinee                | 60 zile la sosire pentru 100 PGK (turist), 500 PGK (afacere) Arhivat în 11 august 2010, la Wayback Machine. |
| Polinezia Franceză               | 90 zile Arhivat în 9 ianuarie 2015, la Wayback Machine.                                                     |
| Samoa                            | 60 zile Arhivat în 29 octombrie 2011, la Wayback Machine.                                                   |
| Insulele Solomon                 | 90 zile |
| Tokelau                          | Permis care trebuie să fie obținut în Apia, Samoa                                                           |
| Tonga                            | 31 zile la sosire (gratuit) Arhivat în 30 noiembrie 2011, la Wayback Machine.                               |
| Tuvalu                           | 30 zile Arhivat în 17 decembrie 2019, la Wayback Machine.                                                   |
| Vanuatu                          | 30 zile Arhivat în 30 aprilie 2017, la Wayback Machine. Arhivat în 17 decembrie 2019, la Wayback Machine.   |
| Wallis și Futuna                 | 90 zile Arhivat în 9 ianuarie 2015, la Wayback Machine.                                                     |

## America de Sud
| Țări și teritorii | Condiții de acces |
| ----------------- | --- |
| Argentina         | 90 zile fără viză, însă cu plată 140$ la Aeroportul Internațional Ezeria pentru permis valabil pentru perioada de valabilitate a pașaportului. Arhivat în 17 decembrie 2019, la Wayback Machine. Arhivat în 5 martie 2016, la Wayback Machine. Arhivat în 18 decembrie 2008, la Wayback Machine. |
| Bolivia           | Viză de 90 de zile la sosire pentru 135$ Arhivat în 17 decembrie 2019, la Wayback Machine. |
| Brazilia          | viza trebuie să fie obținută din timp pentru 140$ |
| Chile             | 90 zile fără viză, însă cu plată 140$ la Aeroportul Internațional Santiago pentru permis valabil pentru perioada de valabilitate a pașaportului. Arhivat în 14 noiembrie 2013, la Wayback Machine.                                                                                               |
| Columbia          | 90 zile Arhivat în 11 mai 2012, la Wayback Machine. Arhivat în 17 decembrie 2019, la Wayback Machine. |
| Ecuador           | 90 zile Arhivat în 22 ianuarie 2012, la Wayback Machine. Arhivat în 17 decembrie 2019, la Wayback Machine. |
| Guiana Franceză   | 90 zile Arhivat în 9 ianuarie 2015, la Wayback Machine. |
| Guyana            | 90 zile |
| Paraguay          | viza obținută în avans (65$ o singură intrare, 100$ mai multe) Arhivat în 4 martie 2012, la Wayback Machine. |
| Peru              | până la 183 zile doar pentru turiști (90 zile deobicei) - pentru afaceri trebuie obținută viză din timp Arhivat în 17 decembrie 2019, la Wayback Machine. |
| Suriname          | viza obținută în avans pentru 100$ Arhivat în 9 martie 2012, la Wayback Machine. |
| Uruguay           | 90 zile Arhivat în 9 martie 2013, la Wayback Machine. Arhivat în 17 decembrie 2019, la Wayback Machine. |
| Venezuela         | 90 zile Arhivat în 17 decembrie 2019, la Wayback Machine. |